# Kraft von Bodenhausen
Hans Kraft von Bodenhausen (* 22. Februar 1871 in Dresden; † 19. März 1952 in Zeitz) war ein preußischer Gutsbesitzer und Landrat.

## Leben

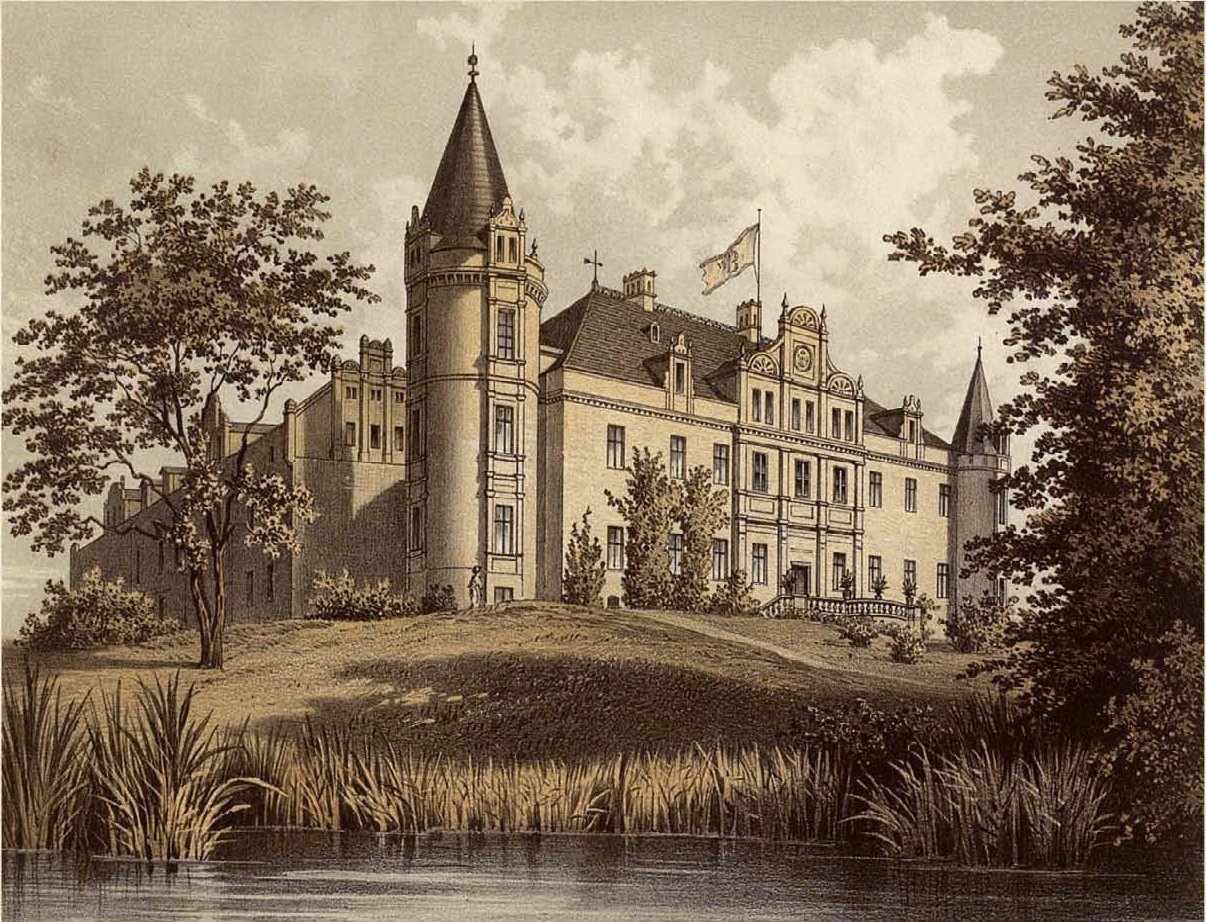
Rittergut Burgkemnitz um 1875/77, Sammlung Alexander Duncker

Kraft von Bodenhausen stammte aus dem sächsischen Zweig des Adelsgeschlechts Bodenhausen. Seine Eltern waren Hans Bodo von Bodenhausen und die Offizierstochter Luise von Müller (1850–1935). Der Vater war Fideikommissherr und Rechtsritter des Johanniterordens. Er besaß die Rittergüter Burgkemnitz mit 2080 ha Land, davon 1477 ha Wald, und zeitweise die 1412 ha für Schköna, im Zeitbesitz des Freifräuleins Henriette von Bodenhausen.
Kraft Hans von Bodenhausen verbrachte seine Schulzeit in Berlin, am Königstädtischen Gymnasium. Dann studierte er Rechtswissenschaft in Bonn und wurde dort 1887 Mitglied des Corps Borussia Bonn. Bodenhausen wurde zum Dr. iur. promoviert und 1902 kommissarischer Nachfolger des Landrats in Bitterfeld, Wilhelm Karl Johann Moritz Graf zu Solms-Sonnenwalde auf Rösa. Im preußischen Kreis Bitterfeld des Regierungsbezirkes Merseburg der Provinz Sachsen wirkte er von 1903 bis 1920.
1903 heiratete Bodenhausen Wilhelmine (Mimi) Freiin von Recke, deren Vater war Wirklicher Geheimer Rat und Regierungspräsident. Das Ehepaar hatte zwei Töchter und drei Söhne. Die Eltern statteten ihre Kinder mit umfangreichem Besitztum aus. Der älteste Sohn Kraft (1905–1945) erhielt das mecklenburgische Lehngut Groß Miltzow, Hauptmann d. R. Bodo Eberhard (1916–1944) bekam Helpt, an der Grenze von Brandenburg zu Mecklenburg gelegen. Und dem Sohn Ado übertrug man Pöhl im Vogtland. Tochter Maria wurde in Thüringen das Gut Teuritz überschrieben. Die zweite Tochter Anna-Luise heiratete den Rittergutsbesitzer, Major a. D. und später bekannt gewordenen Schriftsteller Martin von Katte-Zollchow. Nach Überlieferungen des Schwiegersohnes Katte leitete Bodenhausen die Güter seiner Kinder.
Kraft von Bodenhausen trat wie sein Vater der traditionsreichen Kongregation des Johanniterordens bei, Ehrenritter 1905, Rechtsritter 1920. Kraft und Wilhelmine von Bodenhausen blieben im Osten Deutschlands. Kraft von Bodenhausen-Burgkemnitz starb in Zeitz, Wilhelmine lebte dann weiter dort im Wilhelminenstift.